# إبراهيم بيغلو
إبراهيم بيغلو هي قرية في مقاطعة خدا أفرين، إيران. عدد سكان هذه القرية هو 73 في سنة 2006.